# Silvio Leonard
Pour les articles homonymes, voir Leonard.
Silvio Leonard Sarría, né le 20 septembre 1955 à Cienfuegos, est un athlète cubain, spécialiste des épreuves de sprint.

## Biographie
Il égale à Ostrava le record du monde du 100 mètres en 1975 en 9 s 9 (temps manuel). Aux Jeux olympiques d'été de 1976, diminué par une blessure, il est éliminé en quarts de finale du 100 m et termine 5e du relais 4 × 100 mètres avec l'équipe cubaine. En 1977, il devient le second athlète à courir le 100 m en moins de dix secondes avec un chronométrage électronique, en réussissant 9 s 98 le 11 août 1977 en altitude à Guadalajara. Le premier avait été le champion olympique de 1968, Jim Hines en 9 s 95. Cette même année 1977, il court également en 10 s 03 le 13 septembre à La Havane, performance peut-être encore plus remarquable car réalisée au niveau de la mer, sans l'avantage que l'altitude procure aux sprinters.
Il remporte en outre en 1977 l'épreuve du 100 m  disputée lors de l'Universiades de Sofia en août 1977 dans le temps de 10 s 08 en devançant le Bulgare Petar Petrov.
Sur le 200 mètres, il réalise la meilleure performance de sa carrière le 19 août 1978 à Varsovie en 20 s 06.
Aux Jeux olympiques d'été de 1980, il est l'un des grands favoris en l'absence des sprinters américains, pour cause de boycott. Il termine deuxième de la finale du 100 m, battu par le Britannique Allan Wells, qui lui souffle la victoire en se jetant sur la ligne d'arrivée, alors que Leonard avait pris durant la course une avance qui paraissait décisive. Sur 200 m, il a le handicap de courir à la ligne numéro un, plus difficile lorsqu'il s'agit de courir dans le virage : il termine 4e en 20 s 30, à seulement un centième de seconde de la médaille de bronze.
Mais les malheurs de Leonard dans ces Jeux olympiques ne s'arrêtent pas là : lors des séries du relais 4 × 100 mètres, il est éliminé avec l'équipe cubaine, à cause d'un passage de témoin raté entre lui et son compatriote Tomas Gonzáles, ce dernier commettant l'erreur de partir trop tôt. Après ce nouveau coup du sort, Léonard resta longtemps sur le stade en pleurant, sentant qu'il venait de perdre là sa dernière chance de titre olympique.
Leonard était un sprinteur d'un petit gabarit (1,73 m pour 64 kg) au style très félin, tout en souplesse, ce qui contrastait avec d'autres sprinteurs au style tout en puissance, comme Allan Wells qui était un grand adepte de la musculation.

## Palmarès

### Jeux olympiques d'été
- Jeux olympiques d'été de 1976 à Montréal ( Canada)
  - éliminé en quarts de finale du 100 m
  - cinquième en relais 4 × 100 m
- Jeux olympiques d'été de 1980 à Moscou ( Union soviétique)
  -  Médaille d'argent sur 100 m en 10 s 25
  - 4e en finale du 200 m en 20 s 30
  - éliminé en série en relais 4 × 100 m